# Klaas Kerkstra
Klaas Kerkstra (Leeuwarden, 22 januari 1946 - 28 maart 2012) was een Nederlands hoogleraar in de landschapsarchitectuur aan de Wageningen Universiteit.
Een boerenzoon, non-conformist en een vertegenwoordiger van de Hippie generatie, zo typeert Van Buuren  hem. Kerkstra studeerde in Wageningen landschapsarchitectuur bij Meto Vroom en toonde als student al grote belangstelling voor theoretische en filosofische vraagstukken. Na zijn studie voltooid te hebben was hij werkzaam als universitair docent bij leerstoelgroep van Meto Vroom en na 1980 ook enige tijd als directeur van STILO (Stichting Instituut voor Landschapsplanning en Ontwerp). Het STILO werkte aan projecten als Neeltje Jans en tracé-ontwerpen voor hoogspanningsleidingen. In 1986 verving hij als deeltijds hoogleraar Meto Vroom, die om gezondheidsredenen een deel van zijn taken moest neerleggen. In 1989 werd Kerkstra hoogleraar Landschapsarchitectuur. Bij zijn aanstelling werd overeen gekomen dat hij zou promoveren. Hij begon met een onderzoek naar de Barokke buitenplaatsen in Nederland, maar voltooide dit project niet. Het verzamelde materiaal is nu opgenomen in de afdeling Speciale Collecties van de Universiteitsbibliotheek van Wageningen Universiteit.
In 2007 nam hij afscheid van de universiteit. Hij overleed na een kort ziekbed aan ALS.

## Wetenschappelijk werk
Kerkstra’s naam is verbonden aan ontwikkeling van twee belangrijke concepten in de Nederlandse landschapsarchitectuur: het zogenaamde Triplex model en het casco concept.
Samen met Peter Vrijlandt en Jan Bernard Struik schreef hij ‘Denkraam’, een leidraad voor de studenten bij het ontwerpproces. Dit document legde de grondslag voor het Triplexmodel. Dit model, gebaseerd op concepten uit de vegetatiekunde was bedoeld om de samenhang tussen de abiotische, de biotische en de antropogene componenten van een landschap te analyseren. Kerkstra benadrukte dat elke analyse een momentopname was van de interactie tussen de verschillende processen in de onderzochte ‘lagen’. De enig constante factor was verandering. Van groot belang was de vaststelling dat in het landschap grote verschillen waren in de snelheid van de onderscheiden processen. Voor de planvorming moest dus een oplossing worden bedacht om recht te doen aan de verschillende ontwikkelingssnelheden. Dat werd gevonden in het casco-concept:
‘Als oplossingsrichting voor de ruimtelijke problematiek van de kleinschalige zandgebieden is een ruimtelijke scheiding van intensieve, flexibiliteit vereisende functies en meer extensieve, stabiliteit vereisende functies denkbaar. Met betrekking tot de planvorming betekent dit, dat onderscheid wordt gemaakt tussen enerzijds een landschappelijk casco, dat duurzame voorwaarden schept voor natuurbeheer, bosbouw, recreatie en waterbeheer en anderzijds landbouwproduktieruimten waar optimale produktieomstandigheden kunnen worden gerealiseerd. Het casco vereist lange termijn planning en een bepaald einddoel’ 
‘Het casco-concept biedt mogelijkheden voor een duidelijker scheiding van verantwoordelijkheden van overheid en particulier. De overheid kan in de grote samenhangende eenheden van het raamwerk een effectiever beheer voeren, dat er op gericht is voor de langere termijn in ieder geval een basiskwaliteit te garanderen’ 
Het casco-concept werd door anderen uitgewerkt in het ‘Plan Ooievaar’. Ook beleidsmatig liet het zijn sporen na zoals in het Natuurbeleidsplan van 1989 en in het beleidsvoornemen Visie Landschap. In de Vierde Nota Ruimtelijke Ordening Extra van 1991 is de cascobenadering terug te vinden in het koersenbeleid. Later gaf Dirk Sijmons een uitvoerig overzicht over de strategische betekenis van dit concept voor de ruimtelijke planvorming. In 2001 gaf de provincie Limburg de leerstoelgroep van Kerkstra opdracht om een ruimtelijk ontwerp te maken voor de reconstructie van de zandgebieden van Midden-Limburg. In deze opdracht werd de situatie geanalyseerd met behulp van de lagenbenadering en werd het casco-concept gebruikt om een strategie voor de verbetering van de ruimtelijke kwaliteit in dit gebied voor te stellen.
Kerkstra’s belangstelling voor theoretische en filosofische vraagstukken bleek uit een aantal essays waarin hij o.a. in ging op de positie van de landschapsarchitect in het ontwerpproces. Voor hem lag de diepste zin van de architectuur ‘in haar vermogen de innerlijke wereld van de mens te verbinden met de buitenwereld die hem omgeeft’.

## Publicaties, een selectie
- Kerkstra,., Denkraam: instructie KB2-studio landschapsarchitectuur, niet gepubliceerd, Wageningen 1976 (met J.B.  Struik en P. Vrijlandt)
- Mergelland: The Impact of Limestone Quarrying on a Scenic Rural Area, in: D. Lovejoy (ed.), Land Use and Landscape Planning, Glasgow 1979, 269-280 (met M. Vroom en P. Vrijlandt)
- Ruimtelijke organisatie in het spanningsveld van onzekerheden, deel 1. Stedebouw en volkshuisvesting 67, 1986, pp. 397 - 404 (met F. Kleefmann)
- Landschapsarchitectuur in Wageningen’, Groen (1987), 6, 11-12.
- Het landschap van de zandgebieden. Probleemverkenning en oplossing, Landschapsarchitectuur/Bos- en landschapsbouw Utrecht, Landbouwuniversiteit Wageningen, 1988 (met P. Vrijlandt)
- De betekenis van het plan “Ooievaar”. Beschouwing bij de uitreiking van de BNT-trofeé, Groen 46 (1990), 6, 27-29.
- Het cascoconcept na de Voorbeeldplannen’, Groen 49 (1993), 3, 41.
- Landscape architecture at the Wageningen Agricultural University, Landscape and Urban Planning 30,1994 (3) pp. 187-195.
- A strategy for ecological and urban development, in: E.A. Cook and E.A. van Lier (eds), Landscape planning and ecological networks, 6F, Amsterdam : Elsevier Sci.Publ, 1994, p. 71 - 88. (met P. Vrijlandt)
- De blik van de architect, In: F. Feddes e.a red., Oorden van onthouding: nieuwe natuur in verstedelijkend Nederland, 1998
- The landscape of symbols, 2003 (met Meto Vroom, David Lowenthal, Sven Ingvar Andersson, Susan Ogrin en Michael Hough)
- De verborgen tuin van Limburg. Ontwerpen aan de zandgebieden voor 2030, Topos, 01 en 02, 2003
- Naar een post-agrarisch cultuurlandschap, Topos, 03, 2003, pp. 35-38
- Mooiland; Naar een begrijpelijke en herbergzame wereld, Topos, 01, 2004, pp.46-48
- Architectuur, het Landschap en de Mensen, Topos, 2007, 01, pp. 8-13
- Landschapsvisie Zuid-Limburg, Maastricht/Wageningen : Provincie Limburg/Wageningen Universiteit, 2007 (met P. Vrijlandt, H.C de Jong en J. Houwen)

- Library of Congress Control Number: n86026513
- Nationale Bibliotheek van Israël: 987007318754905171
- Nederlandse Thesaurus van Auteursnamen: 071689095
- Virtual International Authority File: 1484440
- WorldCat: E39PBJgH8HtK8XRKPBcp8rjXBP